# آناستاساوان
آناستاساوان (به ارمنی: Անաստասավան) یک روستا در ارمنستان است که در ایروان واقع شده‌است.